# Ruta Estatal de Nevada 858
La ruta estatal de Nevada 858, y abreviada SR 858 (en inglés: Nevada State Route 858) es una carretera estatal estadounidense ubicada en el estado de Nevada. La carretera inicia en el oeste desde la I 80  , US 95   en Oreana hacia el este en la carretera Frontage/antigua US 40. La carretera tiene una longitud de 0,9 km (0.546 mi).

## Mantenimiento
Al igual que las autopistas interestatales, y las rutas federales y el resto de carreteras estatales, la ruta estatal de Nevada 858 es administrada y mantenida por el Departamento de Transporte de Nevada por sus siglas en inglés Nevada DOT.